# Гутцайт, Пётр Давидович
Пётр Давидович Гутцайт (в США Пётр Давидович Гусев, также встречается под двойной фамилией Гусев-Гутцайт; 19 января 1901, Бородаевка, Екатеринославская губерния — 21 февраля 1939, Москва) — деятель советских спецслужб, разведчик, первый легальный резидент Иностранного отдела НКВД в США. Майор госбезопасности. Расстрелян в 1939 году, реабилитирован посмертно.

## Биография
Родился в еврейской семье мелкого торговца. Окончил сельскую школу. До 1917 года работал лодочником на переправе на реке Днепр, бурильщиком, рабочим каменоломни.
Член РКП(б) с 1920 года. В 1920 году по рекомендации уездного комитета РКП(б) был принят на работу в уездную ЧК политическим комиссаром.
В 1922 году был мобилизован в РККА. Участвовал в борьбе с политическим бандитизмом. Учился на курсах при школе ВЦИК, затем — на курсах ВПШ ОГПУ.
С 1923 года — уполномоченный 10-го отделения секретного отдела ОГПУ, затем сотрудник экономического управления ОГПУ.
В 1933 году был переведён во внешнюю разведку. С марта 1933 года — начальник 8-го отделения ИНО ОГПУ.
Первый легальный резидент ИНО в США: действовал под именем П. Д. Гусева (псевдоним «Николай») и прикрытием должности сотрудника полпредства СССР в Вашингтоне.
В 1938 году был отозван в СССР и назначен начальником отделения научно-технической разведки 5-го отдела ГУГБ НКВД СССР.
16 октября 1938 года был арестован по обвинению в «участии в контрреволюционной  правотроцкистской террористической организации в органах НКВД». Внесен в Список Л. П. Берии – А. Я. Вышинского от 15.2.1939 г. по 1-й категории. 21 февраля 1939 года приговорён Военной коллегией Верховного суда СССР к высшей мере наказания и в тот же день расстрелян. Место захоронения- «могила невостребованных прахов» № 1 крематория Донского кладбища. Реабилитирован 29 сентября1956 года ВКВС СССР (посмертно).

## Адреса в Москве
- Большой Комсомольский переулок, дом 5, квартира 36.